# Courtney Marie Andrews

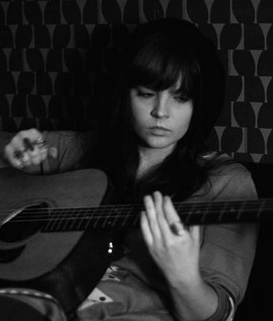
Courtney Marie Andrews in 2010

Courtney Marie Andrews (7 november 1990) is een Amerikaans singer-songwriter. Ze maakt indiepop en americana. Haar eerste album verscheen in 2008.
Andrews' zesde album, Honest Life (2016), ontstond nadat ze vier maanden muziek speelde en zong met Milow in België. Het album werd goed onthaald in de muziekpers en wordt genoemd als een van de beste releases van 2016.
Courtney Marie Andrews is oorspronkelijk van Phoenix maar woont en werkt sinds 2011 in Seattle.